# Serjania purpurascens
Serjania purpurascens är en kinesträdsväxtart som beskrevs av Ludwig Radlkofer. Serjania purpurascens ingår i släktet Serjania och familjen kinesträdsväxter. Inga underarter finns listade i Catalogue of Life.